# Yoohoo e Amigos
Yoohoo e Amigos (em inglês: YooHoo & Friends) é uma série animada da Coreia do Sul baseada numa linha de bichos de pelúcia homônima da empresa coreana Aurora World. Em Portugal, a série estreou no dia 2 de novembro de 2015 na RTP2 (via Zig Zag). A série também estreou no dia na 20 de fevereiro de 2016 na Canal Panda. Esta foi a segunda série animada com base em bichos de pelúcia a ser exibida no Zig Zag (a primeira é Pet Alien, que é exibido no bloco desde 2008). Em 2012, uma série criada por David Feiss foi feita, com base nesta série.

## Personagens
- Yoohoo
- Pammee
- Roodee
- Chewoo
- Lemmee

## Dublagem
| Personagem | Dublagem          | Dublagem         |
| ---------- | ----------------- | ---------------- |
| Yoohoo     | Hélio Ribeiro     | Helena Montez    |
| Lemmee     | Hércules Franco   | Peter Michael    |
| Roodee     | Reinaldo Pimenta  | Solange Santos   |
| Pammee     | Christiane Louise | Bárbara Lourenço |
| Chewoo     | Aline Ghezzi      | Ana Vieira       |